# Дэйес, Карин
Карин Элин Надя Дэйес (англ. Karin Elin Nadja Dayas; 13 мая 1892, Гельсингфорс — 4 марта 1971, Гамильтон (Огайо)) — американская пианистка и музыкальный педагог. Дочь Уильяма Дэйеса.
Училась в Веймарской консерватории, затем в Кёльнской консерватории у Карла Фридберга, была его ассистентом.
Затем Дэйес вернулась в США, на родину своего отца. С 1926 г. и до конца жизни она преподавала в Консерватории Цинциннати; наиболее известный из её учеников — Уорд Свингл, основатель The Swingle Singers. Как солистка исполнила в 1932 году американскую премьеру фортепианного концерта Ферруччо Бузони (дирижёр Фриц Райнер). В последний раз выступила с сольным концертом в 1969 году, представив целую программу из сочинений Бетховена.
Была замужем за скрипачом Августом Сёндлином (1883—1966).